# Xiquets a la platja
Xiquets a la platja és una obra de 1910 del pintor postimpressionista valencià Joaquim Sorolla. Està executat a l'oli sobre llenç i fa 118 centímetres d'alt per 185 cm d'ample. Pertany al Museu del Prado de Madrid, on va arribar procedent del Museu d'Art Modern (Madrid, 1894-1971), a qui el va donar el mateix pintor el 1919.

## Anàlisi del quadre
El quadre representa una platja d'aigües cristal·lines, amb tres xiquets sobre ella. Els infants es troben completament nus (així nadaven en el passat els xiquets) i estesos de cap per avall sobre el fang mentre l'aigua els llepa la pell, tenint diferents posicions i atributs: un d'ells, ros i de pell clara, així com aparentment de menor edat, es recolza mirant cap a altres dos xiquets, bruns i de pell més fosca, els cossos dels quals jauen en una altra direcció. Un d'ells es troba mirant cap al primer amb un somriure a la cara, mentre que l'altre està alié a l'escena.
El xiquet ros està menys afonat en l'arena que els altres dos, així com perfilat amb més detall; les plantes i els dits dels peus, així com els músculs de les cames, els glutis i l'esquena, posseeixen més definició que els bruns. Aquests es troben semienterrats en la humida sorra, per la qual cosa són molt més difusos els cossos.

## Obres similars
Sorolla, al llarg de la seua carrera artística, va representar, en diverses formes i situacions, altres joves nus que ens banyaven a la platja, fins al punt que es pot considerar un tema específic de la seua obra. Entre d'altres, va crear:

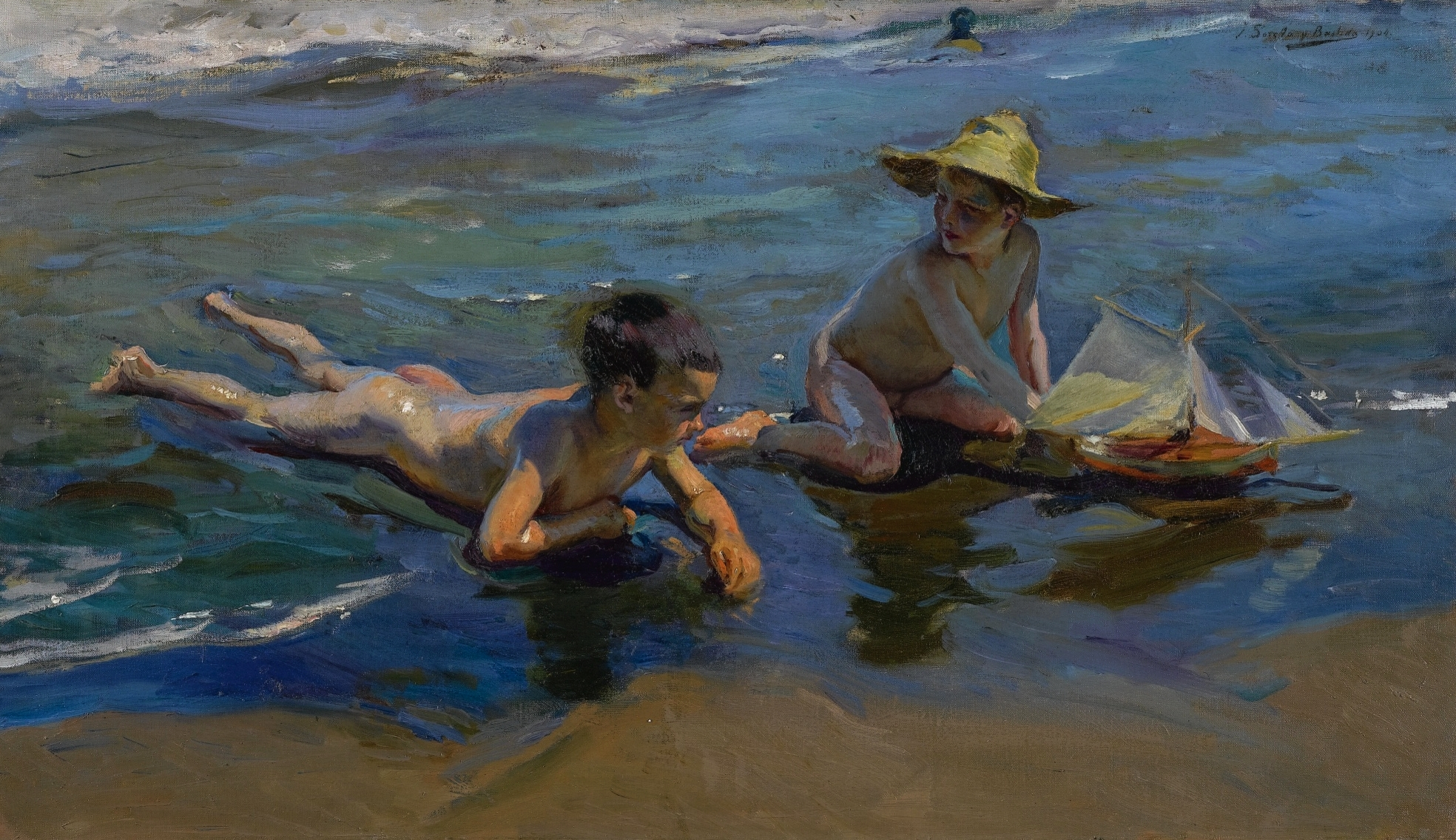
Xiquets a la platja (1904)
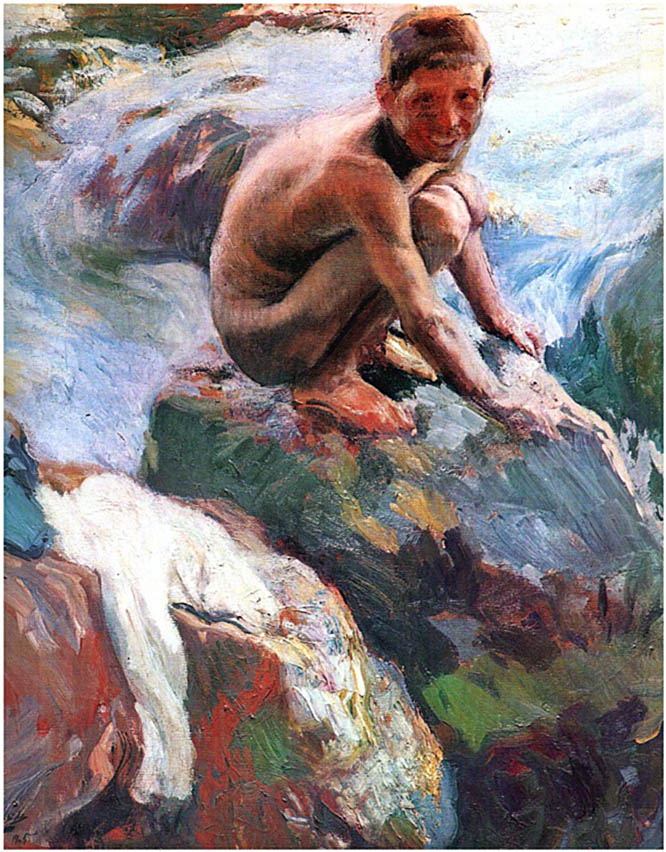
Xiquet en les roques, Xàbia / Noi a la roca (1905)
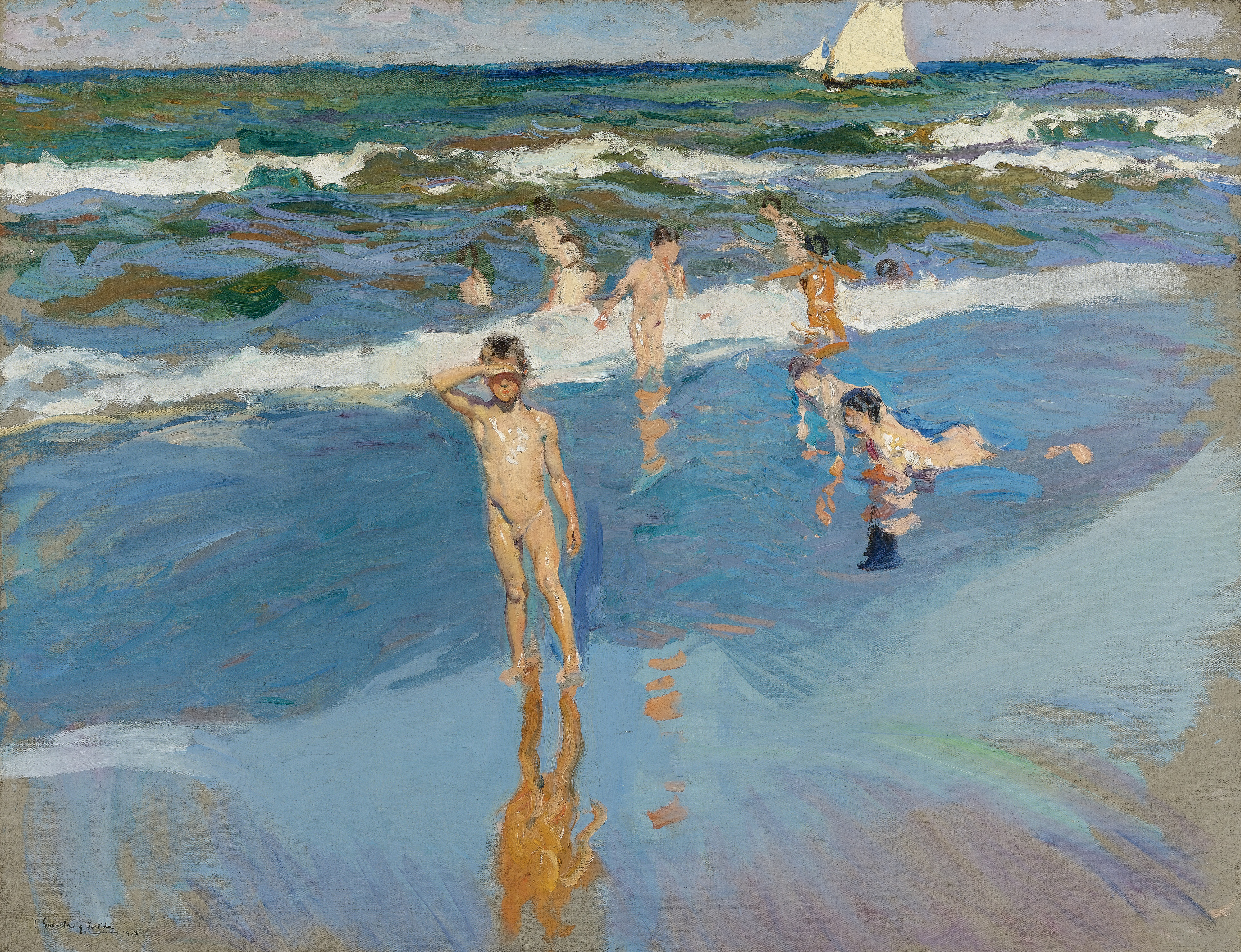
Xiquets al Mar, Platja de València (1908)
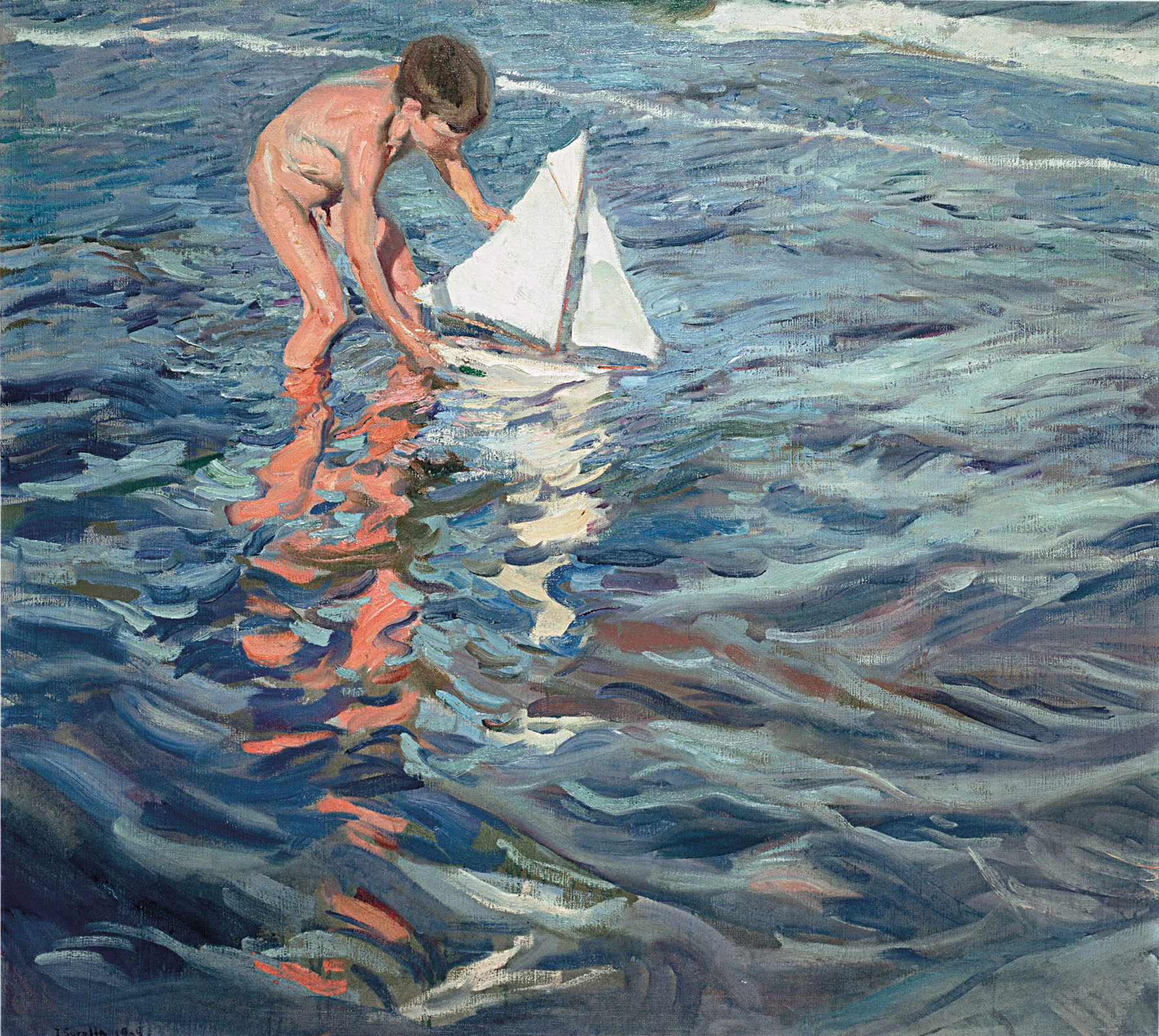
El balandret. 1909.
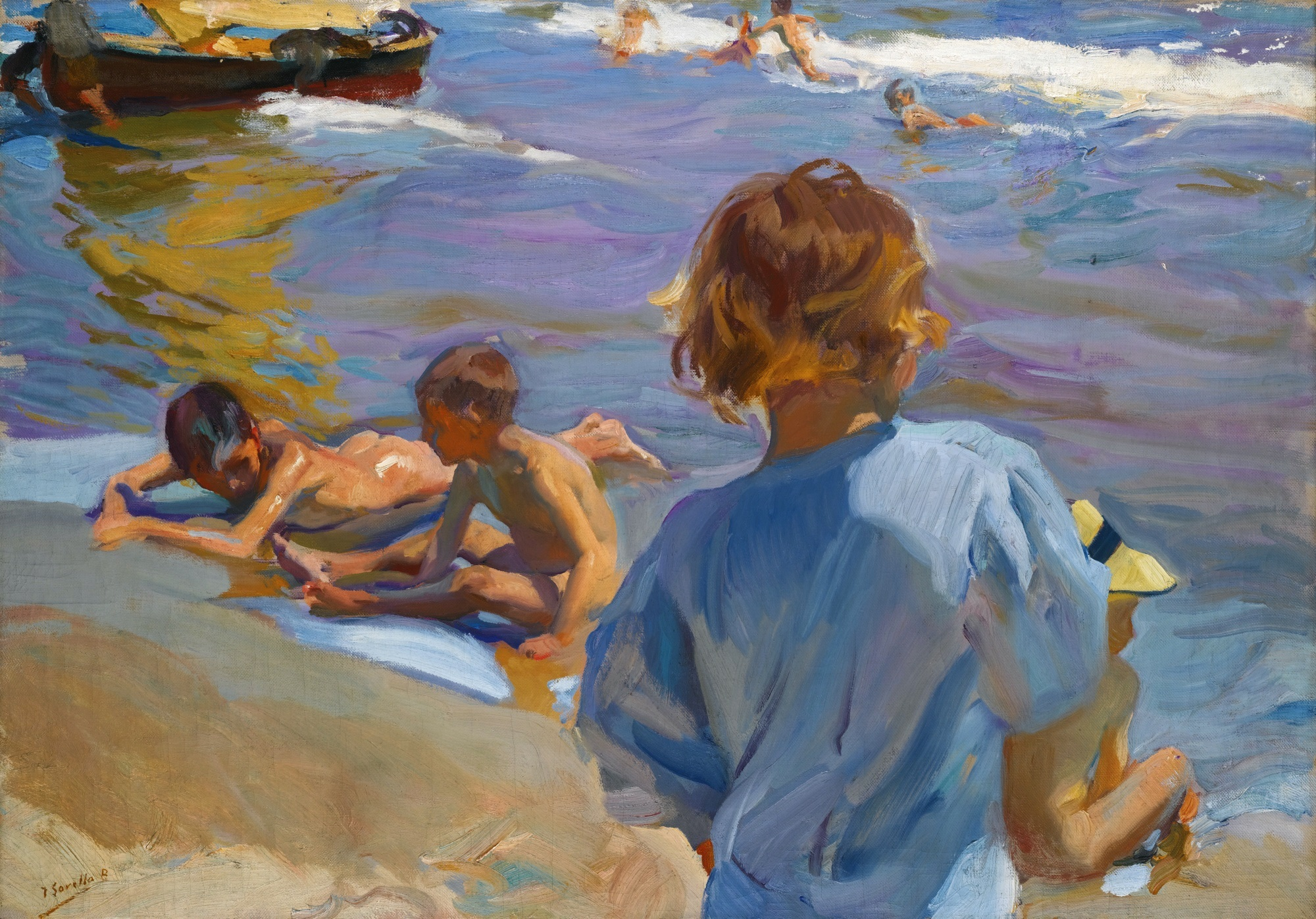
Xiquets a la platja, València (1916).